# Stadhuis van Zoutleeuw

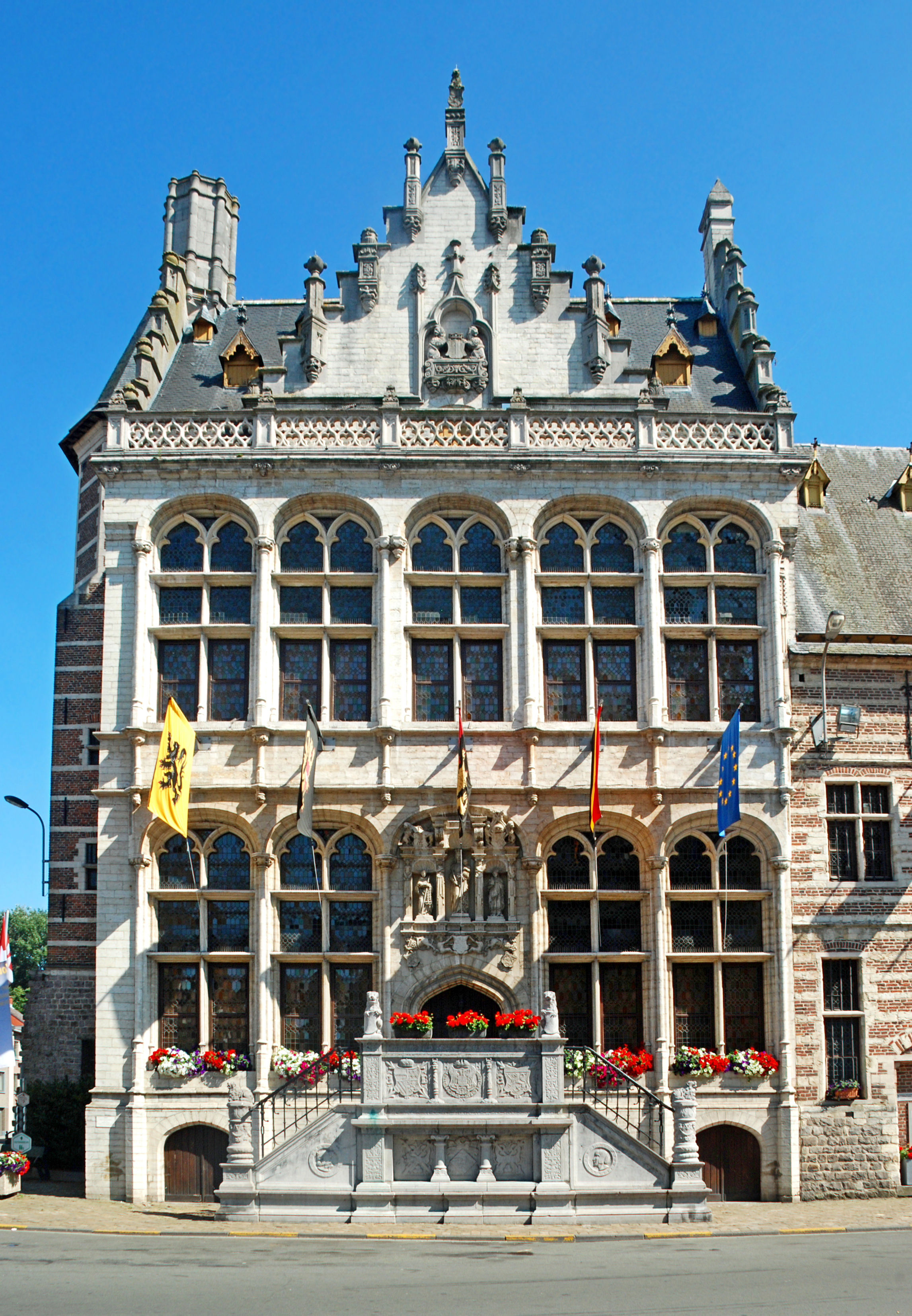
Stadhuis en Vleeshuis

Het Stadhuis van Zoutleeuw (1530-1538) werd in een stijl gebouwd die het midden houdt tussen de laatgotiek en de vroegrenaissance. Hoogstwaarschijnlijk was Rombout II Keldermans de architect ervan. Het stadhuis werd feestelijk ingehuldigd op Pinksterdag van het jaar 1538, de bordestrap, gehouwen door Jan Casseloy kwam een jaar later klaar.
Oorspronkelijk had het stadhuis een toren die in 1796 werd afgebroken. Een twaalf jaar durende restauratie (1846-1858) was nodig om het stadhuis, dat erg vervallen was, te herstellen. Het huis dat aan de linkerzijde tegen het stadhuis aan was gebouwd, werd in 1879 afgebroken. Het gedeeltelijk vrijgekomen trappenhuis kreeg onderdak in een trappentoren.
De nieuw opgetrokken toren uit baksteen met speklagen (1895) staat boven op restanten van de stadsmuur uit de 12e eeuw. Aan het stadhuis hangt het Vleeshuis, dat vaak (verkeerdelijk) de "lakenhalle" wordt genoemd.

## Afbeeldingen

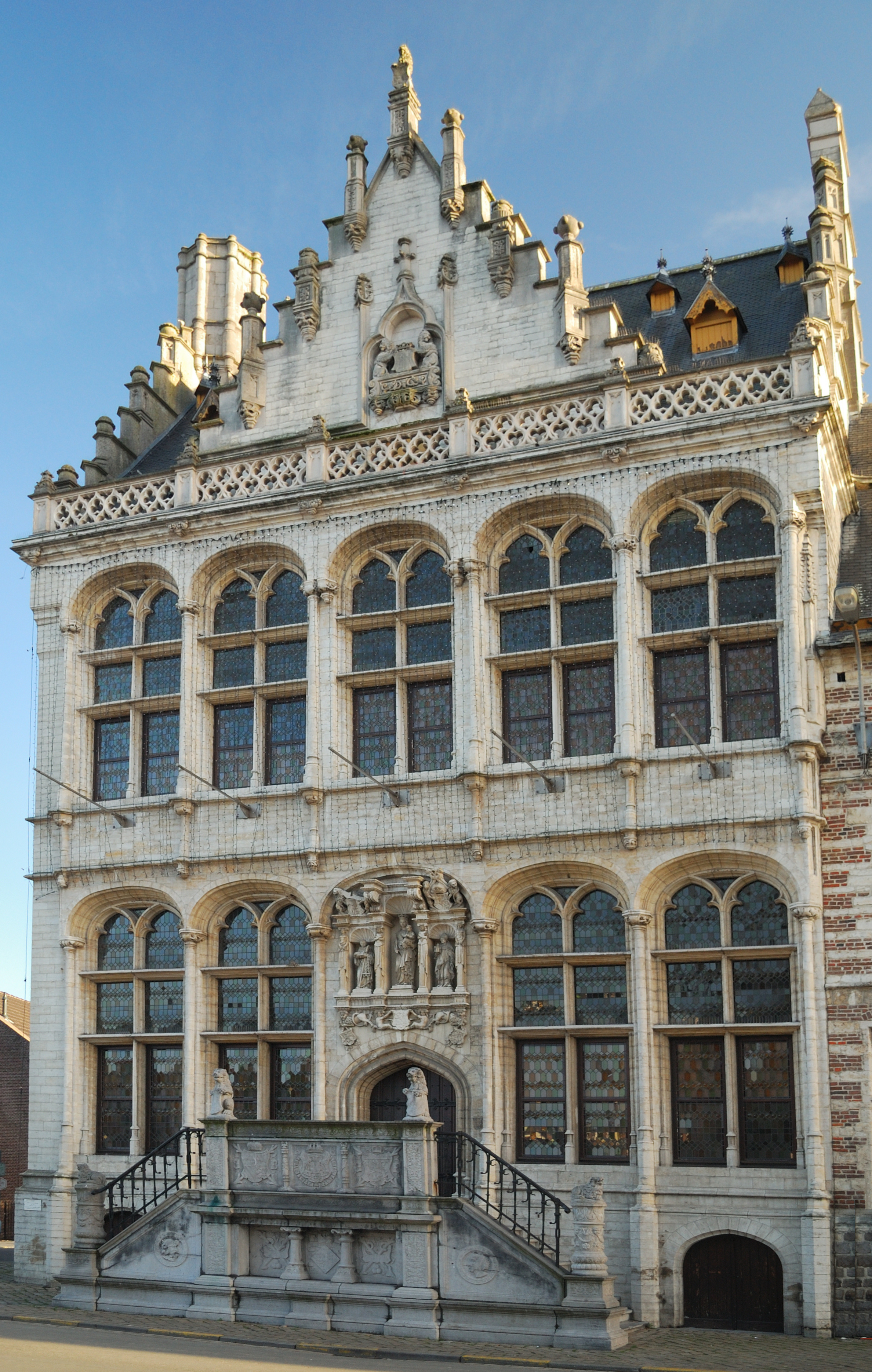
Voorgevel van het stadhuis
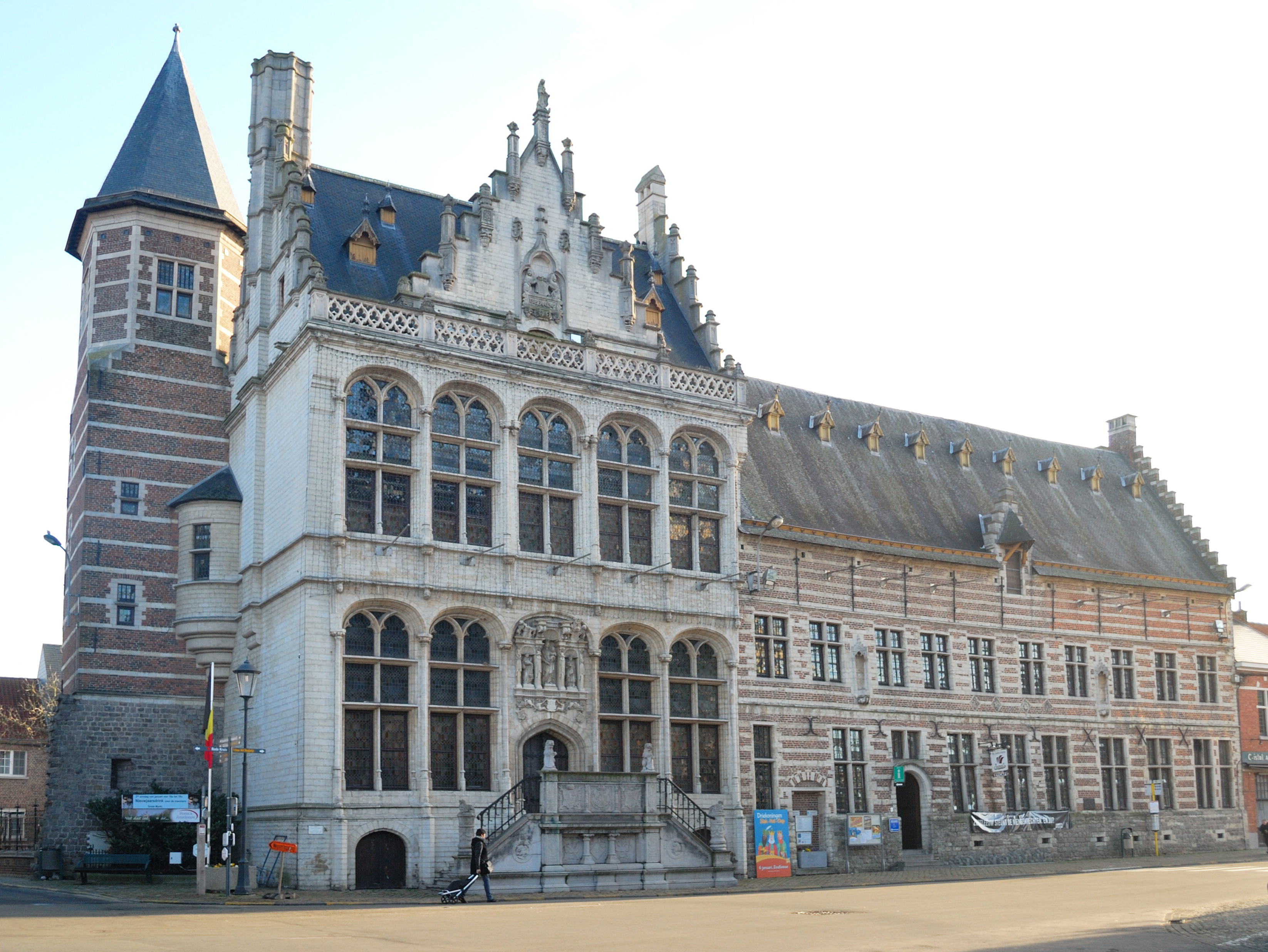
Het stadhuis naast het Vleeshuis (verkeerdelijk "lakenhalle" genoemd)
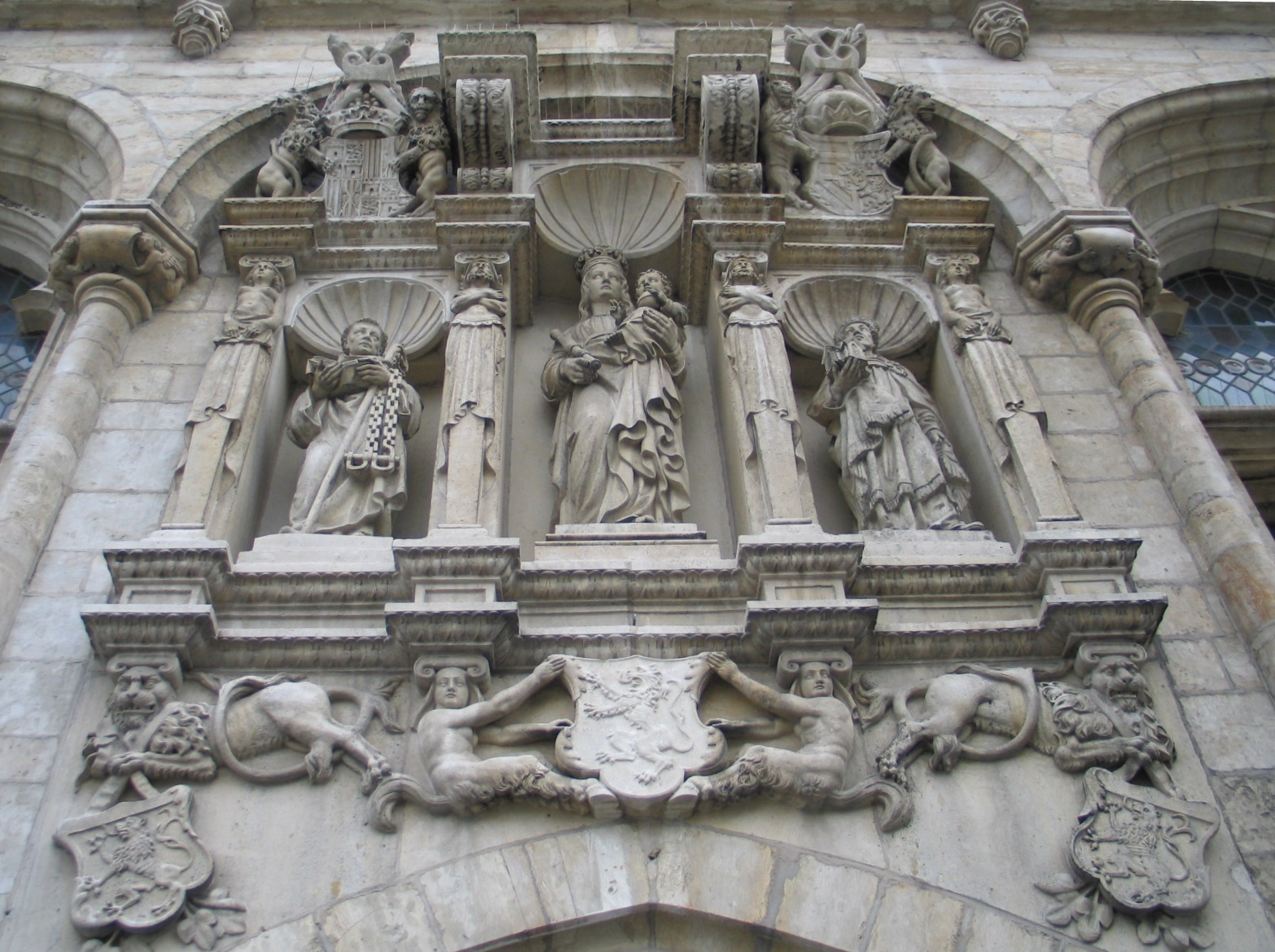
Boogveld boven de ingang van het stadhuis